# Catlike
Catlike es una compañía española dedicada a la fabricación de cascos, gafas de sol, zapatillas, calcetines y otros componentes para deportes diversos, fundamentalmente ciclismo.
La empresa fue creada en 1996 por el exciclista profesional José Del Ramo y tiene su sede principal en Yecla, Murcia (España). Entre otros hitos, Catlike es la única marca de cascos con fabricación en España; fue la primera en inyectar en España un casco con tecnología in-mold; y es la primera marca a nivel mundial en aplicar la nanotecnología a sus cascos (con la utilización de Grafeno).

## Historia de la marca

### Pepe Del Ramo, fundador de la marca
Catlike fue fundada en 1996 por Pepe del Ramo, quien hereda de su padre la pasión por la bicicleta y se convierte en ciclista profesional durante la década de los 80. Del Ramo, procede de Ontur, uno de los pueblos españoles con mayor afición ciclista per cápita, y desde joven su tenacidad y entusiasmo se fueron plasmando en su estilo como ciclista de élite.
Se bajó de la bici siendo joven aún, para emprender un proyecto mucho más ambicioso: crear un casco español que superase en creatividad, comodidad y seguridad a los existentes.
Su experiencia de esfuerzo y horas en carretera le sirvieron para entender mejor que nadie las necesidades del ciclista profesional a la hora de portar un casco que le protegiese pero que al mismo tiempo fuese cómodo y versátil en el transcurso de cualquier carrera. Y su inteligencia y conocimiento comercial hizo realidad la creación y distribución de los cascos Catlike.
Constante y visionario, Pepe Del Ramo vio en el auge de las BTT el último indicio hacia una futura obligatoriedad del casco. A base de creatividad, imaginación y esfuerzo construyó lo que hoy es Catlike, la única empresa que produce sus cascos en territorio español y una de las referencias a nivel mundial con unos de los cascos más ligeros, ventilados y seguros del mundo.
El nombre de Catlike nace del apodo con el que era conocido Pepe Del Ramo: “El Gato”, por su agilidad y elegancia encima de la bicicleta.

### Nacimiento de la marca
A grandes rasgos, la idea de crear Catlike ocurrió en un pequeño establecimiento. Como muchas grandes ideas, Catlike empezó en la trastienda de un comercio de bicicletas.
Corría el año 1995 y el ciclista Pepe del Ramo trabajaba en un nuevo proyecto. Siempre ligado a la bicicleta, Pepe decidió comenzar su andadura en el sector comercial, abriendo una tienda de bicicletas. Sus argumentos eran fuertes. Conocía el deporte a la perfección, y su experiencia como ciclista profesional le aportaba un punto de vista único para producir materiales adaptados a los corredores. Y también estaba al tanto de todos los entresijos empresariales y comerciales del sector ciclista.

## Infraestructura de la empresa

### Central
Catlike cuenta con una amplia infraestructura con base en España compuesta por dos naves industriales con una superficie total de 5700m2. Es la única empresa a nivel nacional y una de las pocas de Europa que desarrolla todo su proceso de producción de cascos internamente. En el año 2015, Catlike renovó sus instalaciones para reducir los costes y el tiempo de producción, aumentando la capacidad de fabricación.

### Producción
Actualmente, Catlike tiene una capacidad productiva de 100.000 cascos anuales con 10 horas de fabricación diarias, aunque su producción máxima puede alcanzar los 300.000 cascos al año en una producción de 24 horas por turnos y con ligeras variaciones dependiendo del modelo de casco.
En la actualidad Catlike trabaja principalmente con proveedores europeos y estadounidenses que la abastecen de materias primas de primera calidad, y que garantizan el cumplimiento de las normativas laborales y ambientales.
Es la primera empresa que ha desarrollado un personalizador en línea de cascos de bicicleta.
Catlike posee el certificado de calidad ISO 9001:2000 desde el año 2004.

## Productos

### Evolución de su diseño
El diseño de los productos es uno de los principales elementos diferenciadores e identificativos de Catlike. Un diseño que va más allá de la estética y que nace con la finalidad de cubrir las necesidades identificadas por Pepe del Ramo en su etapa de ciclista profesional, como son: la ventilación, el confort y la máxima seguridad, alcanzada gracias a la estructura en forma de panel de abejas que contribuye en la distribución de la energía en caso de impacto.
El identificativo diseño de los productos ha construido la identidad de Catlike a través de los años con la forma geométrica del óvalo.
El casco sigue siendo el elemento central sobre el que gira Catlike, y también es su actividad fundamental. Pero desde hace casi una década, Catlike ha diseñado una línea de nuevos productos que incluye zapatillas, gafas y calcetines.
Una de sus obras más famosas es el Catlike Whisper, uno de los cascos más ventilados del mundo. Con 39 agujeros, su diseño marcaría la identidad definitiva de Catlike con un casco diferente y universalmente reconocible por sus formas circulares.
Actualmente, el Catlike Mixino es la última aportación de esta identidad de la marca. A su esqueleto interno de aramida se añade un tratamiento en su matriz polimétrica con nanofibras de Grafeno que le proporcionan una mayor absorción de energía en el impacto y un volumen mínimo en un casco que apenas llega a los 200 gramos de peso.

### Tecnologías desarrolladas

#### Aplicación de grafeno
El Grafeno es un material derivado del grafito que tiene unas propiedades físicas y químicas muy interesantes construyendo un material hasta 200 veces más resistente que el acero y de
una extrema ligereza. El Departamento de I+D+i de Catlike consiguió incorporar con éxito las nanofibras de grafeno en la fabricación de un casco de ciclismo en su modelo Mixino.

#### ARC (Aramid Roll Cage)
Se trata de un esqueleto de Aramida que el casco Mixino incorpora. La aramida es una fibra robusta y resistente utilizada mayormente en el sector aeroespacial, balística y protección personal.

#### CES (Crash Energy Splitter)
Es un fraccionador de energía de choque. Su diseño está basado en la concreta ubicación de las tomas de aire, de manera que cualquier impacto afecte a más de un nervio, dividiendo y absorbiendo más eficazmente la energía del choque. También se conoce como estructura en panal de abeja.

## Premios

### Productos

#### Modelo SAKANA
En marzo de 2009 obtuvo el prestigioso premio de diseño iF Product Design Award, que es otorgado por el International Forum Design en Hannover. Fue escogido en la categoría de “ocio/estilo de vida” entre un total de 2.808 productos de 39 países diferentes.

#### Modelo KOMPACT´O
Obtuvo el primer premio al Diseño en los premios de Innovación Empresarial a la Calidad, el Diseño y la Innovación Tecnológica. Fue otorgado por el Instituto de Fomento de la Región de Murcia (20 de marzo de 2002).

#### Modelo LOBSTER
Fue premiado con el Diploma a la Innovación Tecnológica en los premios de Innovación Empresarial a la Calidad, el Diseño y la Innovación Tecnológica. Fue otorgado por el Instituto de Fomento de la Región de Murcia (20 de marzo de 2002).

### Equipos
Catlike ha respaldado a muchos equipos ciclistas profesionales, como Banesto (equipo ciclista), Kelme (equipo ciclista), Euskaltel-Euskadi, Team Coast, Orbea MTB Team, Contentpolis, Cervélo Test Team, a la Real Federación Española de Ciclismo o a Movistar Team.

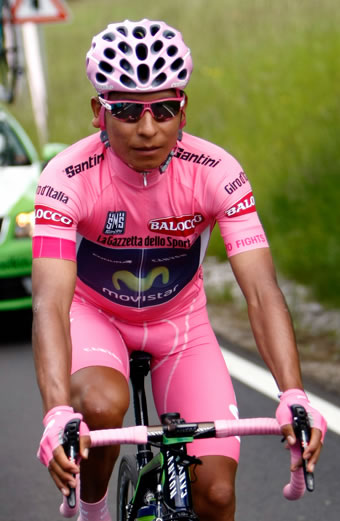
Nairo Quintana en su victoria en el Giro de Italia de 2014

El palmarés de Catlike más destacado como patrocinador es:
- Campeón del Mundo de Ciclismo en Pista en 1999 con Joan Llaneras e Isaac Gálvez.
- Pódiums en el Tour de Francia durante toda su historia, desde el 1999 con Alex Zülle (Banesto) y Fernando Escartín (Kelme); hasta el 2015 con Nairo Quintana y Alejandro Valverde (Movistar Team).
- Campeón del Mundo en MTB por equipos en el 2000 con Iñaki Lejarreta, Margarita Fullana, José Antonio Hermida y Roberto Lezaun.
- Campeón del Mundo individual masculino con Julien Absalón (Orbea) en 2007.
- Campeón del Mundo individual femenino con Marga Fullana en 2008.
- Medalla de Oro en la Copa del Mundo 2008 con Julien Absalón.
- Medalla de Oro en los Juegos Olímpicos de 2008 con Julien Absalón.
- Campeón del Mundo de Ciclismo en Carretera masculino con Thor Hushovd (Cerveló) en 2010.
- Campeón del Mundo de Ciclismo en Carretera femenino con Emma Pooley (Cerveló) en 2010.
- Campeón del Mundo de Ciclismo en Carretera masculino con Rui Alberto Costa (Liberty) en 2013.
- Campeón de la Vuelta a España en 2000 con Roberto Heras.
- Campeón de la Vuelta a España en 2002 con Aitor González (Kelme).
- Campeón del Mundo en Trial con Gemma Abant Condal en 2010.
- Tres veces Oro Olímpico en Contrarreloj con Kristin Armstrong en 2008, 2012 y 2016.
- Campeón del Mundo en Contrarreloj femenino con Kristin Armstrong en 2009.
- Campeón del Giro de Italia con Nairo Quintana (Movistar Team) en 2014.

En la actualidad, muchos equipos profesionales siguen utilizando cascos Catlike, como Team Novo Nordisk, Aqua Blue Sport, efapel, Manzana Postobón Team, Medellín (equipo ciclista), o Sho-Air Twenty20.